# 1977 en jeu vidéo
Cet article présente les faits marquants de l'année 1977 concernant le jeu vidéo.

## Événements
- Nintendo lance sa console Color TV-Game 6 le 1er juin.
- Atari lance sa console : l'Atari VCS (Video Computer System), renommée par la suite Atari 2600.
- Nakamura Manufacturing Ltd. change officiellement de nom et devient Namco (La marque était déjà utilisée depuis 1971)[1].